# Pfeifhaus (Wieseth)
Pfeifhaus ist ein Wohnplatz in der Gemeinde Wieseth im Landkreis Ansbach (Mittelfranken, Bayern), der dem Gemeindeteil Mittelschönbronn zugerechnet wird. Pfeifhaus liegt in der Gemarkung Deffersdorf.

## Geografie
Die Einöde bestehend aus zwei Wohn- und drei Nebengebäuden liegt am rechten Ufer der Wieseth. Unmittelbar im Süden liegt die Schlötzenmühle, im Nordwesten grenzt das Waldgebiet Kohlplatte an. Eine Gemeindeverbindungsstraße verläuft nach Mittelschönbronn (0,5 km östlich) bzw. nach Ammonschönbronn (0,5 km südlich).

## Geschichte
Von 1797 bis 1808 unterstand der Ort dem Justiz- und Kammeramt Feuchtwangen. Unter der preußischen Verwaltung (1792–1806) des Fürstentums Ansbach erhielt das Pfeifhaus bei der Vergabe der Hausnummern die Nr. 9 des Ortes Mittelschönbronn. 1732 und 1787 bestand Mittelschönbronn noch aus acht Anwesen, so dass davon ausgegangen werden kann, dass der Ort erst später gegründet wurde. 1801 wurde der Ort erstmals ausdrücklich erwähnt. In den Ortsverzeichnissen und Adressbüchern bis 1837 wurde Pfeifhaus als Ortsteil nicht immer aufgelistet. Zu dem Anwesen gehörten keine Acker- und Grünflächen.
Mit dem Gemeindeedikt (frühes 19. Jahrhundert) wurde Pfeifhaus dem Steuerdistrikt Gräbenwinden und der Ruralgemeinde Oberschönbronn zugewiesen. Nach 1882 wird Pfeifhaus nicht mehr als Ortsteil geführt.
Am 1. Januar 1972 wurde die Gemeinde Oberschönbronn im Zuge der Gebietsreform in Bayern aufgelöst und Pfeifhaus nach Wieseth eingemeindet. Die Bezeichnung Pfeifhaus für das Haus Nr. 9 und 91⁄2 von Mittelschönbronn ist immer noch gebräuchlich (Stand: 2018).

### Einwohnerentwicklung
| Jahr      | 001836 | 001840 | 001861 | 001871 | 001875 |
| Einwohner | 2      | 4      | *      | 8      | 6      |
| Häuser    | 1      | 1      |        |        |        |
| Quelle    | [ 11 ] | [ 12 ] | [ 13 ] | [ 14 ] | [ 15 ] |

## Religion
Der Ort ist evangelisch-lutherisch geprägt und nach St. Wenzeslaus (Wieseth) gepfarrt. Die Einwohner römisch-katholischer Konfession waren ursprünglich nach St. Jakobus der Ältere (Elbersroth) gepfarrt, heute ist die Pfarrei Herz Jesu (Bechhofen) zuständig.

## Weblink
- Pfeifhaus in der Ortsdatenbank des bavarikon, abgerufen am 19. August 2021.